# Gallirex johnstoni
Gallirex johnstoni là một loài chim trong họ Musophagidae.